# Mirolabrichthys pascalus
Mirolabrichthys pascalus là một loài cá biển thuộc chi Mirolabrichthys trong họ Cá mú. Loài này được mô tả lần đầu tiên vào năm 1927.

## Từ nguyên
Từ định danh pascalus không được giải thích rõ nghĩa.

## Phân loại học
M. pascalus trước đây được xếp vào chi Pseudanthias, nhưng theo kết quả phân tích dữ liệu hình thái và phân tử mới đây vào đầu năm 2022 thì loài này được chuyển lại sang chi ban đầu là Mirolabrichthys.

## Phạm vi phân bố và môi trường sống
Từ đá Hoa Lau (thuộc quần đảo Trường Sa của Việt Nam), M. pascalus được phân bố trải dài về phía đông đến quần đảo Société và Tuamotu (Polynésie thuộc Pháp), ngược lên phía bắc đến miền nam Nhật Bản), giới hạn phía nam đến rạn san hô Great Barrier (Úc) và Nouvelle-Calédonie, xa về phía tây nam được ghi nhận ở rạn san hô Ashmore.
M. pascalus được tìm thấy phổ biến ở ngoài khơi các đảo hơn là trên các rạn san hô ở thềm lục địa, độ sâu khoảng từ 5 đến 60 m.

## Mô tả
Chiều dài cơ thể lớn nhất được ghi nhận ở M. pascalus là 20 cm.
Vây đuôi, vây hậu môn và vây lưng có viền xanh óng. Rìa ngoài vây lưng cá đực có vệt đỏ tươi (không có ở cá cái). Cá đực và cá cái có màu tím hồng, màu vàng ở ngực và dưới hầu. Cá đực có chóp môi trên nhọn và dày thịt. Vây đuôi lõm rất sâu, tạo thành hai thùy đuôi dài (đặc biệt ở cá đực), có chóp thùy màu đỏ ở cá cái. Vây bụng dài ở cả hai giới, đặc biệt là cá đực.
Số gai ở vây lưng: 10; Số tia vây ở vây lưng: 15–17; Số gai ở vây hậu môn: 3; Số tia vây ở vây hậu môn: 7; Số gai ở vây bụng: 1; Số tia vây ở vây bụng: 5; Số tia vây ở vây ngực: 16–19; Số vảy đường bên: 48–52.

## Sinh thái học
Thức ăn của M. pascalus là các loài động vật phù du, giáp xác chân chèo và trứng cá.

## Thương mại
M. pascalus được đánh bắt trong ngành thương mại cá cảnh.